# Arapaima

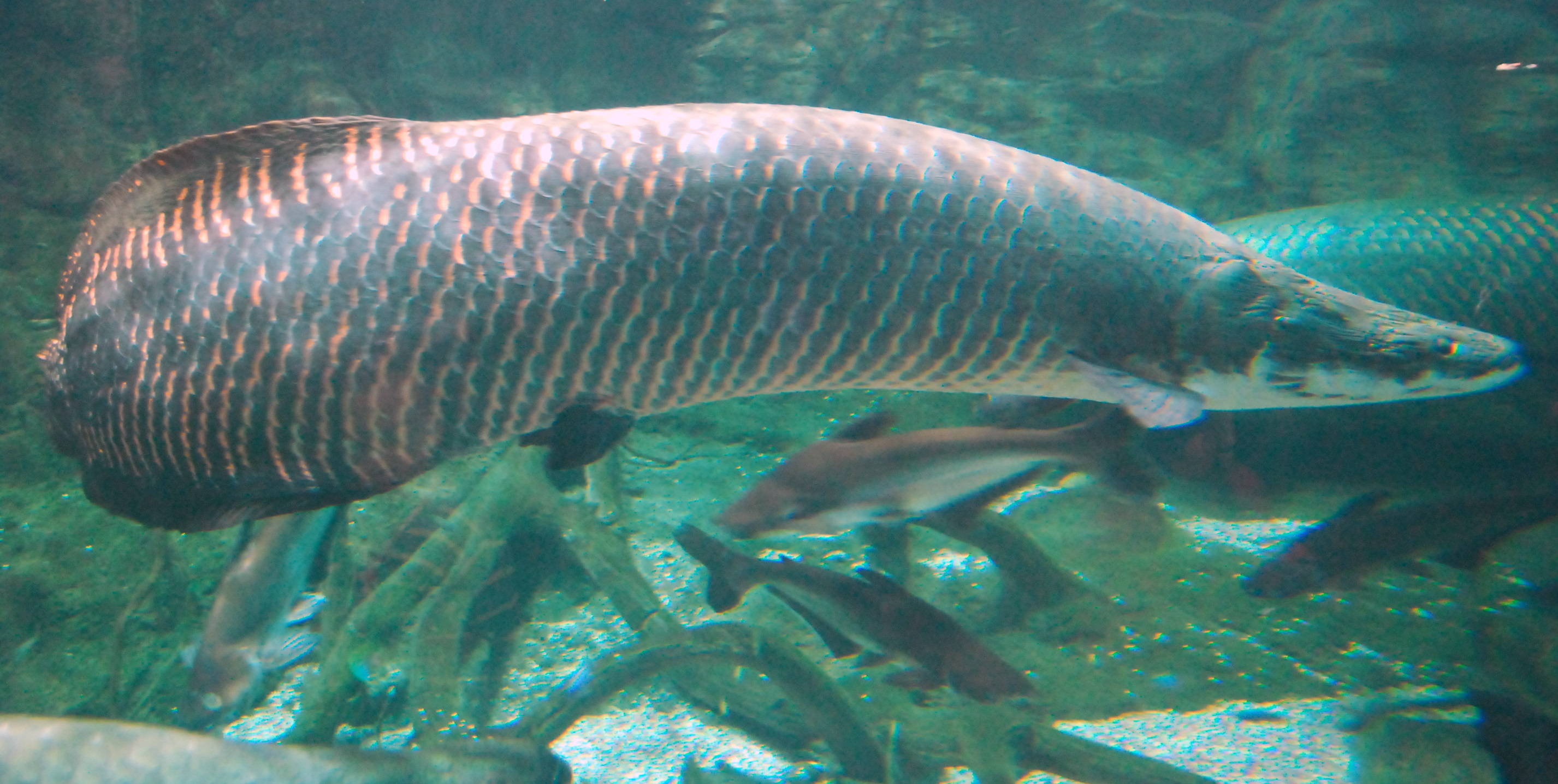
Arapaima a pekingi állatkert akváriumában

Az arapaima más néven pirarucu (kiejtve piráruku) (Arapaima gigas) a sugarasúszójú halak (Actinopterygii) osztályának elefánthalak (Osteoglossiformes) rendjébe, ezen belül az Arapaimidae családjába tartozó faj. Az arapaiama élő kövület és nemének a típusfaja.

## Előfordulása
Dél-Amerika folyóiban honos, elterjedési területe Brazíliától Kolumbiáig tart. A sekélyebb vizek lakója.

## Megjelenése
Az arapaima kopoltyúja mellett úszóhólyaggal is lélegzik. Az egyik legnagyobb édesvízi hal. Általában 2-3 méteresre is megnő, testtömege eléri a 135 kilogrammot. Méretéről sokat fabuláznak a helyiek. Néha eléri a 4,5 méter hosszúságot és a 200 kilogrammos testtömeget. A tudósok által eddig tanulmányozott legnagyobb példány hossza azonban nem haladta meg a három métert és 135 kilogrammot nyomott. Külsejét tekintve rendkívül hasonlít a csukára: hosszú, henger alakú testén a pikkelyek a farokúszója felé egyre sűrűbbek, kisméretű feje feltűnően lapos. Teste zöldes, bár a farok résznél inkább vöröses árnyalatú.

## Életmódja
Az arapaima mindenevő hal, gyakorlatilag mindent befal, ami a szája elé kerül. Fő táplálékát az élőhelyéül szolgáló vizekben nagy mennyiségben előforduló halak alkotják. Elfogyasztja azonban még a csigákat, a férgeket, az édesvízi rákokat, a békákat is, valamint vízi teknősökre és kígyókra, úgyszintén rátámad. További tápláléka a vízbe hullott növények és gyümölcsök is. Kopoltyúit részben arra használja, hogy a vízből kiszűrje és a gyomrába továbbítsa a planktont és a vízben lebegő hasznosítható szerves anyagokat. Az arapaima elviseli a szennyezett és a trópusi hőség miatt sokszor oxigénszegény vizet is. Körülbelül negyedóránként kidugja a fejét a vízből, hogy levegőt vegyen. A nagy úszóhólyagja tüdőszerű szervvé fejlődött és a rendkívül finom véredényrendszerében sűrű a hajszálérhálózat. Levegővételkor az úszóhólyagból jut be az oxigén a vérébe.

## Szaporodása
Április, május környékén, amikor a folyók megáradnak, és elöntik a környező erdőket, az arapaima a sekélyebb vizek felé veszi útját. A homokos mederben 20 centiméter mély, 50 centiméter átmérőjű fészkeket ás, ezekbe rakja 3-6 milliméter átmérőjű ikrákat. Alig 5 nap elteltével kikelnek a körülbelül 1 centiméter hosszú utódok. Az ivadékok a hím feje közelében úszkálnak, így könnyebb ellátni védelmüket a ragadozó halakkal szemben.

## Természetvédelmi állapota
A húsáért való vadászata fenyegeti, ezért az IUCN vörös listáján a sebezhető kategóriában szerepel és emiatt számos helyen a horgászata tilos.

## Képek

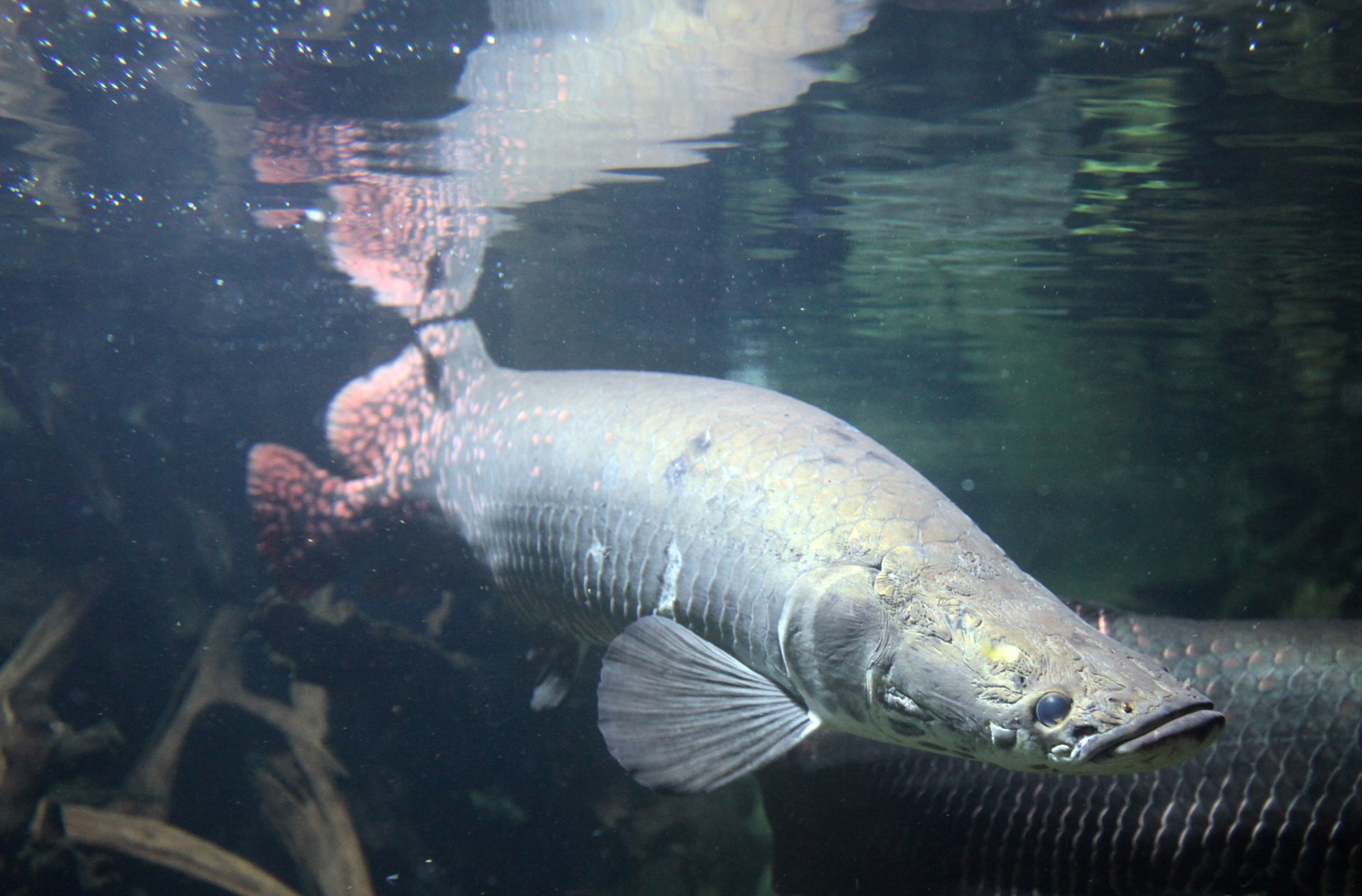
Arapaima gigas.
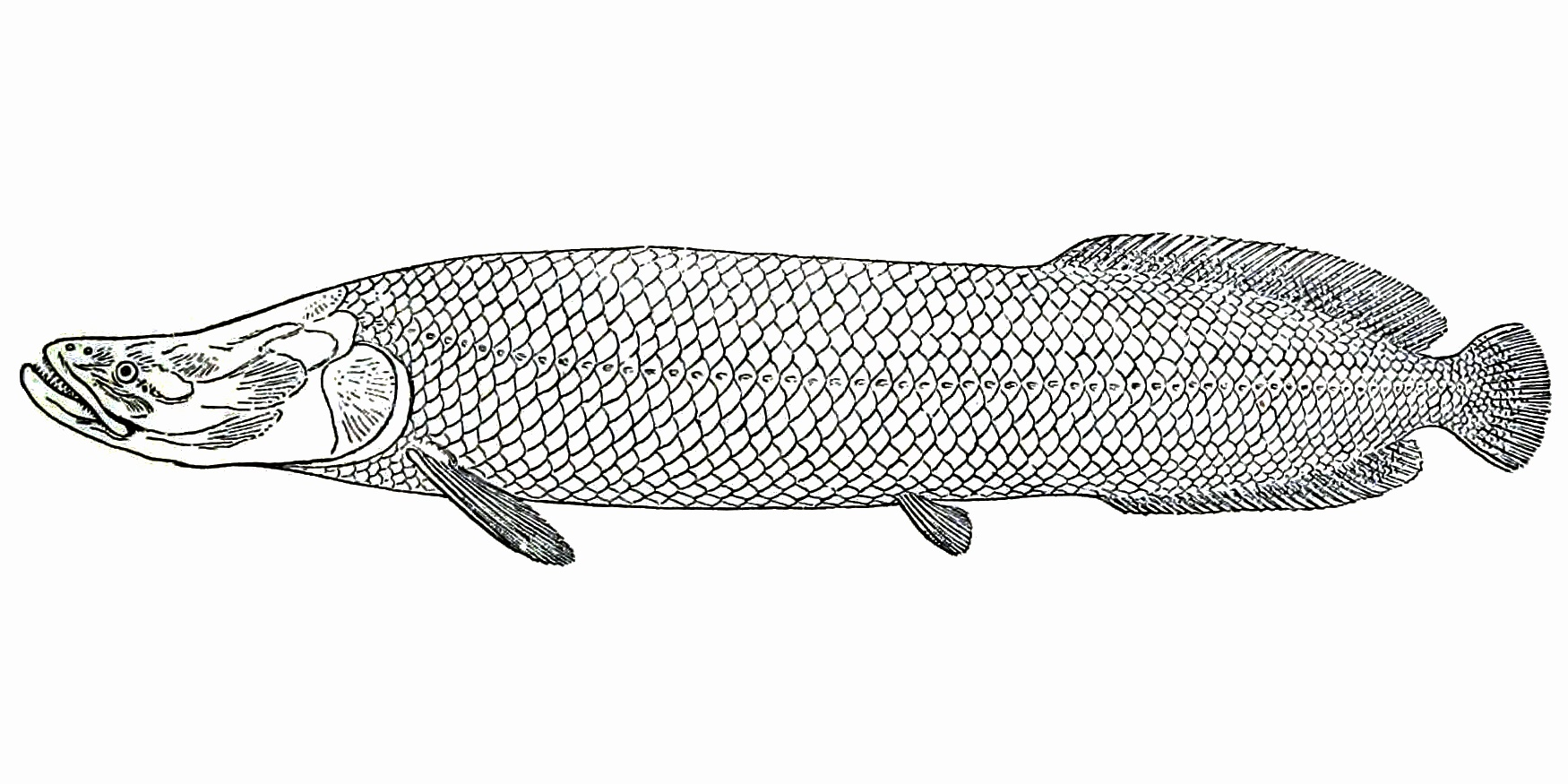
Arapaima gigas-t ábrázoló rajz.
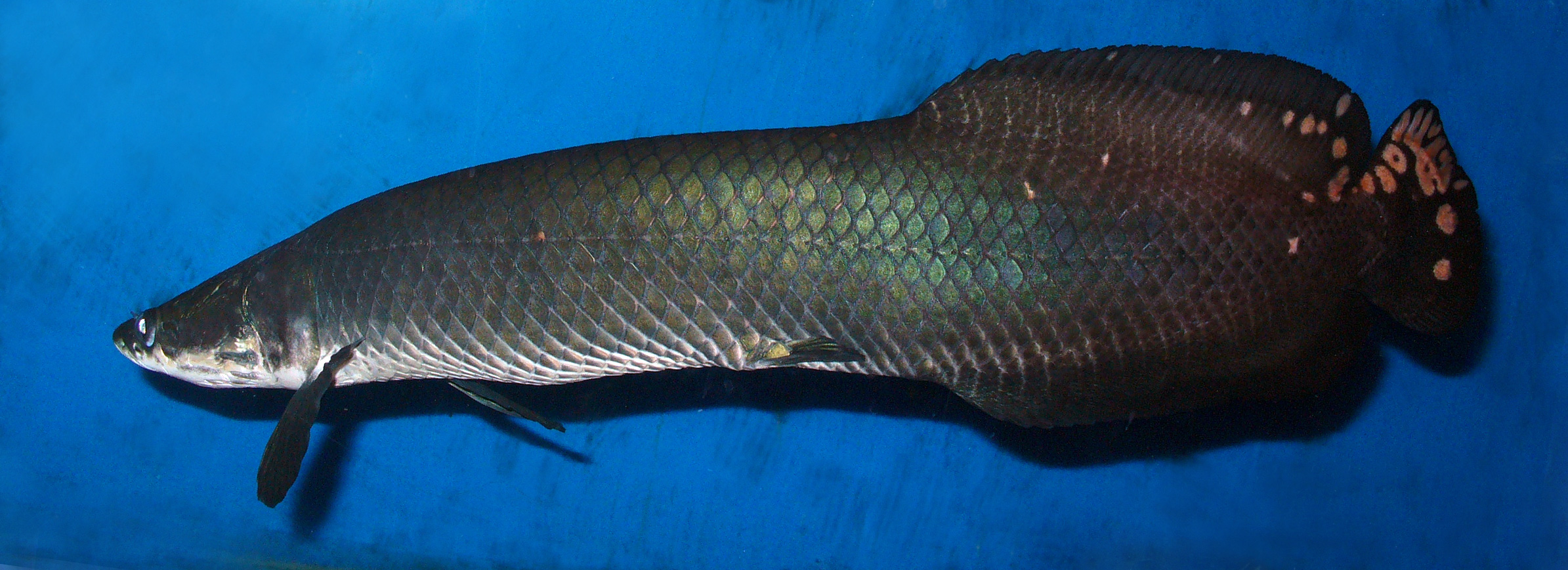
Arapaima gigas közvetlen rokona, az Arapaimidae családba tartozó Arapaima leptosoma.
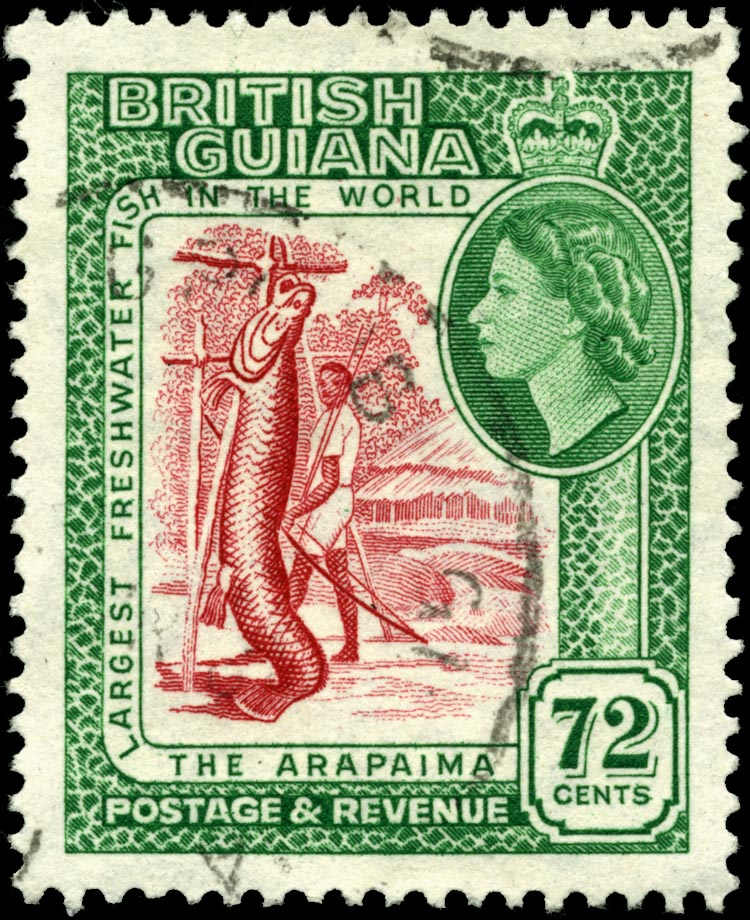
Arapaima 1954-es kiadású Brit Guiana-i postabélyegen II. Erzsébettel.

### Internetes leírások az arapaimáról
- A faj szerepel a Természetvédelmi Világszövetség Vörös Listáján. IUCN. (Hozzáférés: 2013. február 28.)
- A faj adatlapja a FishBase oldalán. FishBase. (Hozzáférés: 2013. február 28.)
- Giant Arapaima Arapaima gigas (Schinz, 1822). BioLib.cz. (Hozzáférés: 2013. február 28.)
- A taxon adatlapja az ITIS adatbázisában. Integrated Taxonomic Information System. (Hozzáférés: 2013. február 28.)
- Arapaima (Arapaima gigas) (angol nyelven). ARKIVE. [2012. november 3-i dátummal az eredetiből archiválva]. (Hozzáférés: 2013. február 28.)
- Arapaima gigas, Pirarucu (angol nyelven). Encyclopedia of Life. (Hozzáférés: 2013. február 28.)
- Arapaima gigas (Cuvier, 1817) (angol nyelven). uBio. (Hozzáférés: 2013. február 28.)
- Arapaima gigas (angol nyelven). NCBI. (Hozzáférés: 2013. február 28.)
- Arapaima gigas (angol nyelven). ADW Animal Diversity Web. (Hozzáférés: 2013. február 28.)
- Arapaima leptosoma. Species New to Science